# Alte evangelische Kirche (Richen)

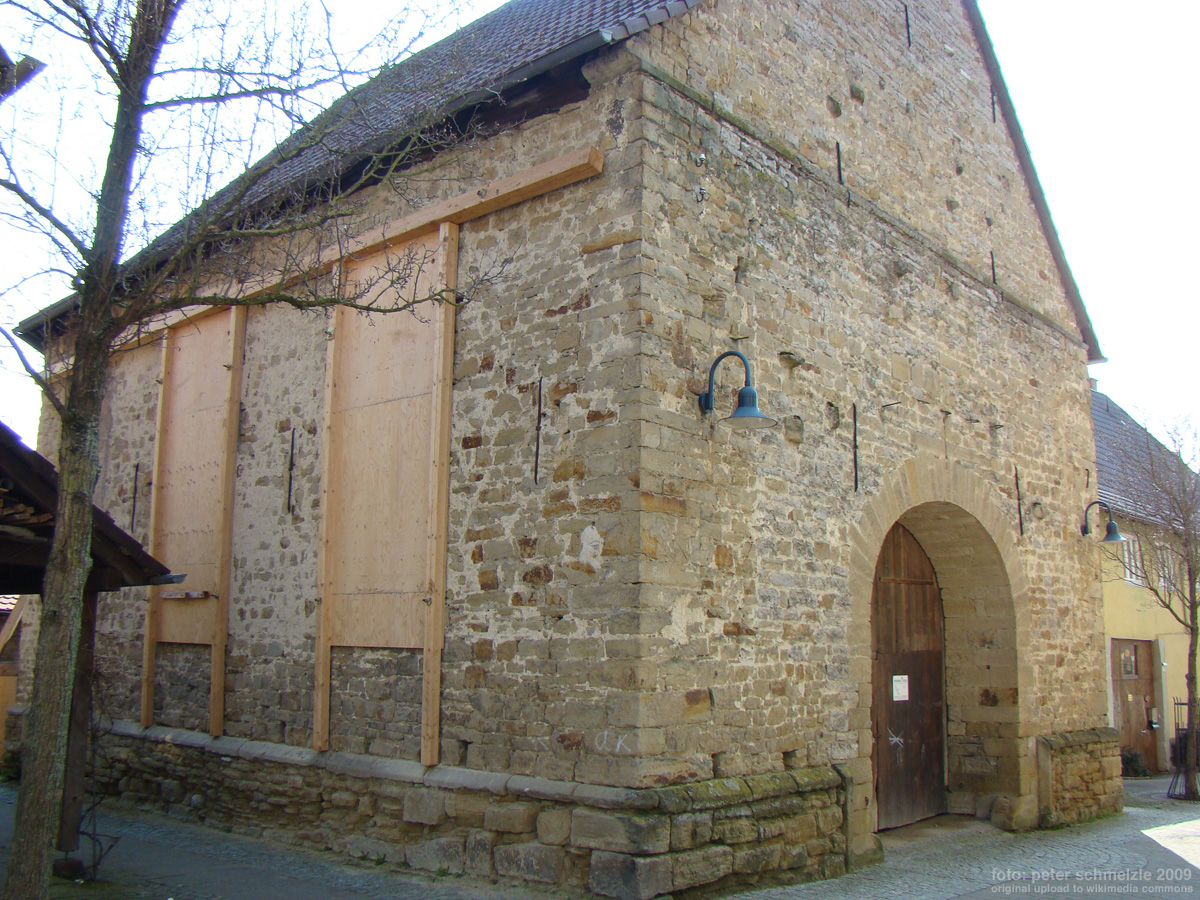
Alte evangelische Kirche in Richen

Die Alte evangelische Kirche in Richen, einem Stadtteil von Eppingen im Landkreis Heilbronn im nördlichen Baden-Württemberg, ist ein 1726 errichtetes ehemaliges evangelisches Kirchengebäude.
Die überwiegend reformierten Richener Bürger erwarben 1723 einen Bauplatz, um aus eigener Kraft und eigener Kasse ein reformiertes evangelisches Gotteshaus zu errichten. Der für eine Kirche zu kurze Bauplatz wurde durch ein Stück der Allmende ergänzt. 1726 war der Bau der reformierten Kirche abgeschlossen, wie die Inschrift über dem Eingangsportal belegt:

„DIESE EVANGELISCHE, REFORMIRTE KIRCH, IST ERBAVET WORDEN; A[NN]O MDCCXXVI [1726] / O HERR ZV DEINEM DIENST ALLEIN, SOLL DIES HAUS GEWIDMET SEIN, BEWAHR DAS SELBE FORT V. FORT / ERHALT DARIN HL. WORTT; DIE IN DIESES ZIONSP[F]ORTEN EINGEHN, SEGNE HIR VND DORTEN.“

Da der Sakralbau nach der Union der Reformierten und Lutheraner im Jahr 1820 zu klein geworden war, plante die evangelische Gemeinde einen Neubau, der 1845 eingeweiht wurde. Das alte Kirchengebäude wurde profaniert und verkauft. Seitdem dient es als Scheune.
Am rundbogigen Portal und an den hohen Fensteröffnungen der Traufseiten ist die ehemalige Nutzung als Sakralbau noch erkennbar. Das Gebäude steht als Kulturdenkmal unter Denkmalschutz.